# Biblioteca Francisco Xavier Clavigero
La Biblioteca Francisco Xavier Clavigero es la biblioteca de la Universidad Iberoamericana Ciudad de México y está situada en Lomas de Santa Fe, en la Ciudad de México. Más específicamente, se encuentra distribuida dentro de los edificios N y T dentro del campus de la universidad. Lleva este nombre desde 1977 y le fue otorgado en honor al historiador novohispano Francisco Xavier Clavigero. El sistema de bibliotecas de la universidad existía desde su fundación en 1943, pero había varias y estaban dispersas en las diferentes escuelas hasta que se unificaron en una sola dependencia en la década de 1960, cuando la universidad estableció su primer campus en el sur de la ciudad, y posteriormente en su actual ubicación a partir de 1988.
Es la biblioteca más grande propiedad de una universidad privada en la república mexicana, ya que a 2011 albergaba más de 400 000 ejemplares entre diarios, libros y revistas. Algunos de los libros que se cuentan en su colección son bastante antiguos, incluso existen ejemplares publicados desde la época en que los españoles llegaron al continente americano. Entre sus colecciones se encuentra una que fue propiedad de Porfirio Díaz, formada por más de 800 000 documentos, y que fue cedida a la biblioteca para su resguardo por los descendientes del expresidente en 1978.  La biblioteca recibe en promedio 2500 visitas al día vía internet y 3000 visitas en sus instalaciones físicas.